# Cyrénaïque
La Cyrénaïque (en grec ancien : Κυρηναία / Kurênaía ; en latin : Cyrenaica ; en arabe : برقة / Barqah) est une région traditionnelle de Libye dont le nom provient de la Cyrénaïque antique, province romaine située autour de l'ancienne cité grecque de Cyrène.
Ce territoire fait aujourd'hui partie de la Libye. Le 6 mars 2012, les chefs de tribus et de milice ont auto-proclamé l'autonomie de la Cyrénaïque à Benghazi. Cette proclamation est réitérée le 1er juin 2013 par le Conseil de Cyrénaïque. Depuis 2017, la Cyrénaïque est contrôlée par l'Armée nationale libyenne du maréchal Khalifa Haftar, administrée par le Gouvernement de stabilité nationale depuis 2022. 
La Cyrénaïque reste fortement influencée par le Machrek, notamment par l’Égypte tandis que les deux autres régions traditionnelles de Libye, la Tripolitaine et le Fezzan, sont davantage orientées vers le Maghreb, particulièrement la Tunisie.

Les trois provinces de la Libye moderne.

## Géographie
Les oasis d'Al-Jaghboub, d'Awjila, de Buzaymah, de Jikharra, de Koufra, de Maradah et de Rasceda sont parmi les plus importantes de Cyrénaïque.

### Découpage administratif actuel
| Chabiyat     | Chabiyat            | Chef-lieu            |
| ------------ | ------------------- | -------------------- |
| البطنان      | Al Boutnan          | Tobrouk              |
| درنة         | Derna               | Derna                |
| الجبل الاخضر | Al Djabal al Akhdar | El Beïda (Al Bayda') |
| المرج        | Al Marj             | Al Marj              |
| بنغازي       | Benghazi            | Benghazi             |
| الواحات      | Al Wahat            | Ajdabiyah            |
| الكفرة       | Al Koufrah          | Al-Jaouf             |

## Historique

### Période arabo-musulmane
Les Arabes musulmans s’emparent sans difficulté de la Cyrénaïque à partir de 643, et prennent Barqa comme capitale. Les autres cités se dépeuplent au profit des nomades, mais une minorité hellénophone, les Gritlis, subsiste sur la côte, tout en se convertissant à l’islam. La seconde invasion arabe du XIe siècle achève d’effacer la civilisation gréco-romaine et le pays reste semi-désert durant plusieurs siècles avant de se repeupler au XIVe siècle. Nommée en arabe برقه (Barqah), la Cyrénaïque fait partie de l’Égypte avant d’intégrer les provinces de l'Empire ottoman, qui finit par la rattacher à la Tripolitaine.
En 1805, la bataille de Derna constitua la première bataille remportée par les États-Unis d'Amérique sur un sol étranger.

### Colonisation italienne
En 1911, le royaume d’Italie s’empare du Fezzan, de la Tripolitaine et de la Cyrénaïque dans la guerre italo-turque qui l’oppose à l’Empire ottoman. Par le traité de Lausanne (1912), les Italiens reçoivent officiellement l’autorité sur les territoires libyens.
Après des tentatives de pacification avant et après la Première Guerre mondiale, l’Italie victorieuse aux côtés des Alliés veut transformer les fragiles trêves en accords de paix dont le plus prometteur, l’accord d’Ar-Rajmah (1919-1920). La Cyrénaïque est divisée en deux : le nord – comprenant les côtes et une partie d’Al-Jabal Al-Akhdar – passe sous domination italienne, tandis que le sud – comprenant Jaghbûb, Ûjîlah, Jâlû et Koufra – est indépendant et devient l’émirat de Cyrénaïque de la dynastie Sanussi.

Drapeau de l'émirat de Cyrénaïque.

Idrîs devient émir de Cyrénaïque et garde quelques droits comme celui de se déplacer dans toute la région mais surtout celui d'intervenir dans l’administration de la partie italienne pour protéger les intérêts des Libyens autochtones. La contrepartie est la sécurité intérieure dans la colonie italienne, l'émir promet de dissoudre ses forces militaires et de réduire ses effectifs à un millier pour gouverner son territoire. Le pacte est rompu en 1920 et l'Italie soumet, avec 2 000 hommes accompagnés d'automobiles et d'avions, l'oasis de Djarboub, siège de la confrérie senoussi.
Le 6 décembre 1925, le traité italo-égyptien fixe la frontière orientale ; il est signé par l'ambassadeur italien au Caire et par le président du Conseil et ministre des Affaires étrangères d'Égypte, Ziwer Pacha.
La région de Cyrénaïque est peuplée de tribus libyques autochtones qui est leur habitat d'origine et qui sont les descendants directs des Libous qui sont les fondateurs de la XXIIe dynastie égyptienne de l'Égypte antique, en 1920, 78 000 tribus arabes sont comptabilisées dans cette même région décrite comme tribale et hiérarchisée dont les Banu Hilal et Banu Sulaym ainsi que leurs branches descendantes, qui pour grand nombre d'entre elles sont originaire des régions du Nejd, du Hedjaz ainsi que du Yémen de la péninsule Arabique,.

### Indépendance
Avec la victoire des Alliés, Idrîs réfugié en Égypte revient au gouvernement et promulgue une constitution moderne qui garantissait notamment la liberté de conscience et de pensée, l’égalité des citoyens et un gouvernement constitutionnel. Son drapeau traditionnel est dérivé de celui de l'empire ottoman.
En 1946, il est reconnu émir de Cyrénaïque et continue à militer pour l'unification et la souveraineté de la Libye.

Drapeau du royaume de Libye.

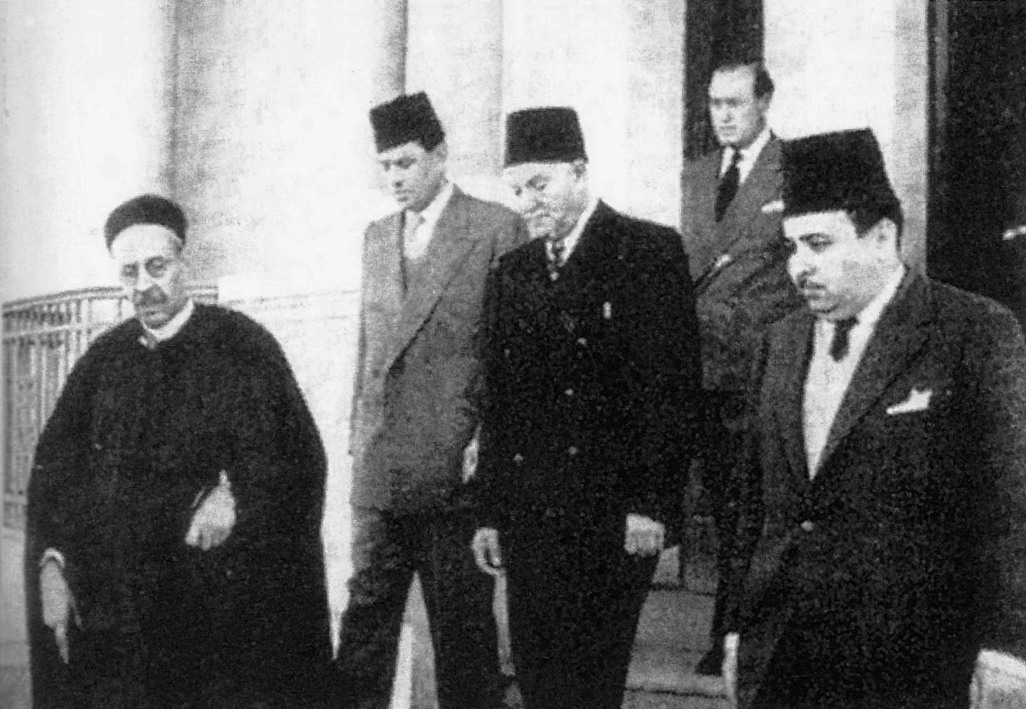
Gouvernement de Cyrénaïque avec l’émir Idris à gauche

En 1951, Idrîs accepte la couronne du royaume de Libye qui regroupe la Cyrénaïque, la Tripolitaine et le Fezzan. En 1963, le fédéralisme est aboli. La province perd son assemblée et son gouvernement, et elle est divisée en 4 gouvernorats dont l'un, Al Khalij', couvre le sud de la province et l'ouest de la Tripolitaine.

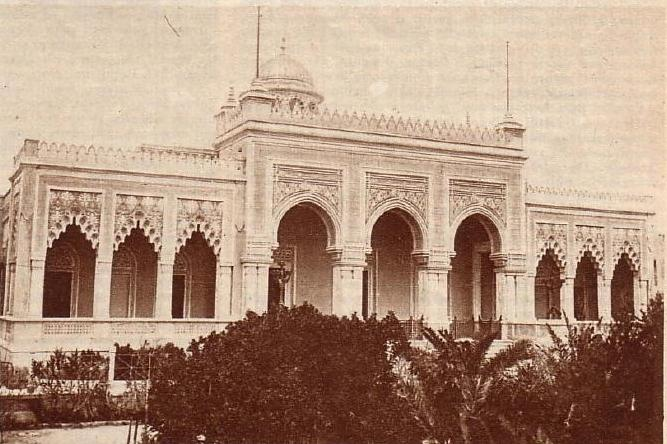
Ancien palais du Parlement de la Cyrénaïque italienne, à Benghazi en 1928.

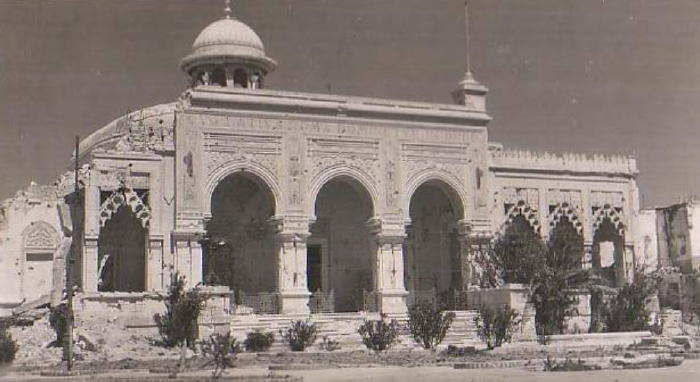
Ancien palais-parlement de la Cyrénaïque, fortement endommagé par la Seconde Guerre mondiale (n'existe plus maintenant).

En 1980, un soulèvement militaire à Toubrouk est violemment réprimé par les forces de Kadhafi
Le 23 février 2011, la Cyrénaïque est le premier secteur de Libye à se déclarer en rupture de ban du pouvoir du colonel Kadhafi, lors de la révolte libyenne de 2011. L’est du pays devient ainsi rapidement le foyer de ralliement des militaires de l’armée libyenne décidant de ne pas suivre leur «Guide». La région est aussi le lieu de transit de nombreux Égyptiens vivant en Libye et regagnant leur pays pour échapper à la violente répression menée par le régime.
Le 6 mars 2012, des chefs de tribus et de milice auto-proclament l'autonomie de la Cyrénaïque à Benghazi. Le cheikh Ahmed Zoubaïr el Senoussi, cousin de l'ancien roi Idriss renversé en 1969, est nommé par un conseil intérimaire élu afin de gérer les affaires de la région et de défendre les droits de ses habitants.
Ce Conseil de Cyrénaïque reconnait l'autorité du Conseil national de transition (C.N.T.), mais ce dernier ne reconnaît pas la proclamation.
Des manifestations ont lieu à Tripoli pour relayer cette revendication, qui inquiète d'autant plus les autorités que cette province détient 80 % des ressources pétrolières du pays.
En mai 2014, le général Khalifa Haftar lance l’Opération dignité contre les milices islamistes. En 2017, il contrôle la région, à l’exception de la ville de Derna. Il est appuyé par le maréchal Sissi, qui se donne comme priorité de liquider cette poche islamiste.